# Mezzanotte, angeli in piazza
Mezzanotte, angeli in piazza è stato un programma televisivo d'intrattenimento in onda in diretta su Rai 1 e Rai 2 dal 1995 al 1998 il 31 dicembre.

## Storia del programma
Il programma era un mix di collegamenti da diverse città italiane. Nel 1995 le piazze protagoniste della serata sono state Piazza del Plebiscito a Napoli, Piazza del Popolo a Roma e Piazza del teatro dell'Opera a Sarajevo con i collegamenti curati rispettivamente da Milly Carlucci, Alba Parietti e Carlo Massarini. Gli autori per questa edizione sono stati Lucio Dalla, che ne è stato anche ideatore, Francesco Freyrie e Daniele Sala.
Nel 1996 lo spettacolo, scritto sempre tra gli altri da Lucio Dalla, è andato in onda in diretta dalle 22.30 all'1.00 in collegamento con Piazza del Popolo a Roma, Piazza dell'Università a Catania, Porto antico a Genova e Piazza Maggiore a Bologna. A presentare la serata da Roma è stata Milly Carlucci con la partecipazione di Renato Zero e la regia di Luigi Martelli; da Catania, Linus con la partecipazione di Lucio Dalla e La Pina e la regia di Cesare Pierleoni; da Genova, Alba Parietti con la partecipazione di Elio e le Storie Tese e Albertino e la regia di Paolo Beldì; da Bologna, Carlo Conti con la partecipazione di Vito e Paoletta e la regia di Alessandro Bertolotti.
Nel 1997 lo spettacolo è andato in onda in diretta su Rai 1 dalle 22.30 alle 00.45 da Milano, dove è stato presentato da Milly Carlucci e Giorgio Comaschi con la partecipazione di Jovanotti, da Assisi, condotto da Alessandro Greco con la partecipazione di Lucio Dalla e Francesco De Gregori, e da Venezia, con la conduzione di Dario Fo e Franca Rame e la partecipazione di Giorgio Albertazzi. La regia televisiva è stata curata da Cesare Pierleoni.
Nel 1998 è andata in onda la quarta ed ultima edizione in collegamento con Piazza Castello a Torino, Riccione, Rimini, Piazza del Plebiscito a Napoli e il Lungomare Falcomatà a Reggio Calabria. La conduzione è stata affidata a Milly Carlucci, a Torino, a Wendy Windham con Andrea Roncato, a Riccione e Rimini, ad Antonella Clerici, a Napoli, a Melba Ruffo con Nino Frassica, a Reggio Calabria. C'è stato inoltre un collegamento, con Paola Saluzzi da Bologna, dedicato esclusivamente alla musica jazz.

## Edizioni
| Edizione | Diretta                           | Rete TV      | Conduzione | Regioni                                       | Location | Ospiti |
| -------- | --------------------------------- | ------------ | --- | --------------------------------------------- | --- | --- |
| 1        | 31 dicembre 1995 - 1 gennaio 1996 | Rai 1        | Milly Carlucci con Alba Parietti e Carlo Massarini                                                                | Campania e Lazio + Bosnia ed Erzegovina       | Piazza del Plebiscito a Napoli, Piazza del Popolo a Roma, Piazza del teatro dell'Opera a Sarajevo                                        | Luca Carboni, Katia Ricciarelli, Peppe Barra, Nino D'Angelo, Trans Express Circus, B. B. Band, Orquestra Las Estrellas Latinas, Sgeepsheads Youth Gospel Choir e Antonello Venditti |
| 2        | 31 dicembre 1996 - 1 gennaio 1997 | Rai 1, Rai 2 | Milly Carlucci e Alba Parietti con Linus e Carlo Conti                                                            | Lazio, Sicilia, Liguria ed Emilia-Romagna     | Piazza del Popolo a Roma, Piazza dell'Università a Catania, Porto antico a Genova, Piazza Maggiore a Bologna                             | Renato Zero, Lucio Dalla, La Pina, Elio e le Storie Tese, Albertino, Vito e Paoletta                                                                                                |
| 3        | 31 dicembre 1997 - 1 gennaio 1998 | Rai 1, Rai 2 | Milly Carlucci e Giorgio Comaschi con Alessandro Greco e Dario Fo                                                 | Lombardia, Umbria e Veneto                    | Centro di produzione Rai di Milano, Piazza inferiore di San Francesco ad Assisi, Piazza del Comune ad Assisi, Piazza San Marco a Venezia | Lucio Dalla, Francesco De Gregori, The Fisk University Jubilee Singers, Cecilia Gasdia, Jovanotti, Giorgio Albertazzi e Tap Dogs                                                    |
| 4        | 31 dicembre 1998 - 1 gennaio 1999 | Rai 1, Rai 2 | Milly Carlucci e Wendy Windham con Antonella Clerici, Melba Ruffo, Paola Saluzzi, Nino Frassica ed Andrea Roncato | Piemonte, Emilia-Romagna, Campania e Calabria | Piazza Castello a Torino, Riccione, Rimini, Piazza del Plebiscito a Napoli e Lungomare Falcomatà a Reggio Calabria                       | Amii Stewart, Fausto Leali, Andrea Mingardi, Antonio Casanova, 883, Gam Gam, Massimo Ranieri, Els Vomediants, Fontella Bass e Henghel Gualdi                                        |